# Niederalben
Niederalben là một đô thị thuộc huyện Kusel, bang Rheinland-Pfalz, phía tây nước Đức. Đô thị Niederalben có diện tích 8,81 km², dân số thời điểm ngày 31 tháng 12 năm 2006 là 349 người.